# 創世記組曲
『創世記組曲』（そうせいきくみきょく、Genesis Suite）は、アメリカ合衆国の作曲家・指揮者ナサニエル・シルクレットによって企画された、7人の作曲家による合作の組曲で、管弦楽・合唱・語りによって創世記の物語を音楽にしたもの。1945年に初演された。

## 概要
ナサニエル・シルクレットはRCAビクターの軽音楽部門の責任者であり、著名な作曲家に依頼して創世記の組曲を作る企画を立てた。テクストは欽定訳聖書による。各曲は以下のように構成される。
| 作曲家                               | 内容           | 創世記の章 |
| ------------------------------------ | -------------- | ---------- |
| アルノルト・シェーンベルク           | 前奏曲         | -          |
| ナサニエル・シルクレット             | 天地創造       | 1-2章      |
| アレクサンデル・タンスマン           | アダムとイブ   | 2-3章      |
| ダリウス・ミヨー                     | カインとアベル | 4章        |
| マリオ・カステルヌオーヴォ＝テデスコ | 洪水           | 6-8章      |
| エルンスト・トッホ                   | 契約（虹）     | 9章        |
| イーゴリ・ストラヴィンスキー         | バベル         | 11章       |

演奏時間は約50分で、第2・3・5曲が約10分、他の4曲は約5分。
7人の作曲家は当時全員アメリカ合衆国（主にロサンゼルス一帯）に住んでいた。ほかにバルトーク、ヒンデミット、プロコフィエフも加えることを予定していたが、実現しなかった。この結果、7人中ストラヴィンスキーを除く6人がユダヤ人作曲家になった。

## 初演と復元演奏
組曲は1945年11月18日、ワーナー・ジャンセンの指揮により、ロサンゼルスで初演された。エドワード・アーノルドが語り手をつとめたが、その後は演奏されることがなかった。同年12月11日にはRCAにおいて私費でレコーディングがなされた。このレコードは78回転のSPレコード5枚から構成されていた。1951年には語り部分のみ録音し直したLPレコードがキャピトル・レコードから発売されたが、これもごくわずかしか販売されなかった。2001年に同じ録音がCDとして発売された。
その後、シルクレットの家は火災に遭い、複製の残っていたシェーンベルクの『前奏曲』作品44とストラヴィンスキーの『バベル』を除く5曲の楽譜は失われたと考えられていた。しかしアメリカ議会図書館にミヨーとカステルヌオーヴォ＝テデスコの手書きスコアおよびシルクレットが作成した他の3曲のショートスコアが保存されているのが1998年に発見され、パトリック・ラスによって3曲の草稿と1945年の録音をもとに再オーケストレーションがなされた。この復元版は2000年にベルリンでジェラード・シュワルツ指揮のベルリン放送交響楽団によって新たにレコーディングされた。

## エピソード
タンスマンによると、シルクレットは創世記のテクストはナレーションによって語られ、管弦楽は描写的であるべきだと考えていた。しかし、ストラヴィンスキーは神の言葉が普通の人間の言葉で語られてよいわけがないと考え、神の言葉は男声合唱により歌われることになった。また管弦楽が情景を描写することにも反対した。